# جان باريت
جان باريت (بالإنجليزية: Jan Barrett)‏ هو لاعب كرة قدم أمريكية أمريكي، ولد في 13 نوفمبر 1939 في سانتا باربارا في الولايات المتحدة، وتوفي في 7 أكتوبر 1973 في بيكرسفيلد في الولايات المتحدة.

## وصلات خارجية
- جان باريت على موقع مرجع كرة القدم المحترفة.كوم (الإنجليزية)